# بلحاوات البحر
بلحاوات البحر (الاسم العلمي: Mytilinae) هي أسرة من الحيوانات تتبع فصيلة بلحيات البحر البحرية من رتبة بلحيات البحر.

## أجناس بلحاوات البحر
- بلح البحر